# صفحه بارگذاری

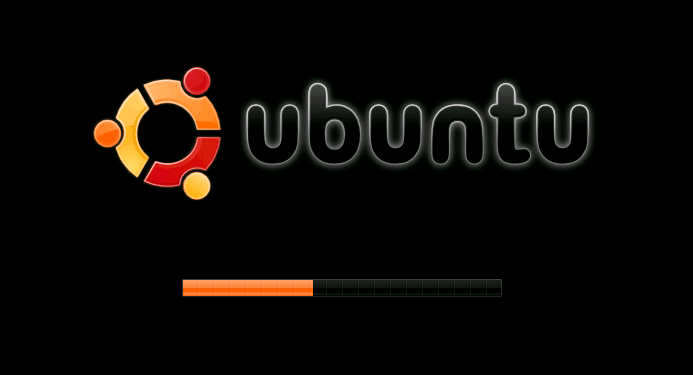
یک صفحه بارگذاری

یک صفحه بارگذاری (به انگلیسی: Loading screen) تصویری است که توسط یک برنامه رایانه‌ای—معمولاً یک بازی ویدئویی—نشان داده می‌شود تا برنامه فرایند بارگذاری خود را بگذراند.
در بازی‌های ویدئویی اولیه، صفحه بارگذاری فرصتی برای طراحان بود تا خلاقیت خود را در آن پیاده کنند، بدون این‌که نیازی به گذر از محدودیت‌های فنی موجود درون بازی باشد.
مدت زمان یک صفحه بارگذاری متغیر است و ممکن است کوتاه یا طولانی باشد.